# Петропавловск
Петропавловск (каз. Петропавл, рус. Петропавловск) је град Казахстану у Северноказахстанској области. Према процени из 2010. у граду је живело 203.192 становника.
Казаси град зову Петропавл док се код Руса назива Петропавловск.

## Грб града
Округао грб има традиоционалне казашке орнаменте и представља скитски штит. Круг је подељен у четири дела који имају у центру такозвани шанирак — облика врхњег дела јурте. У четири делова нацртане су четири символа Петропавловска. У врху се налази кључ — указује на географску значајност, крај је као важна раскрсница назван и Северна капија Казахстана. Пшеница представља значајност петропавловбских сељака односно јаку сеоску задругу. Књига у доњем делу представља високо образовање мештана Петропавловска. Зупчаник на левој страни представља јаку индустријску производњу.
У грбу стоји и име Петропавл како га зову Казаси.

## Историја града
Тврђава названа Свети Петар је основана 12. јула 1752. на реци Ишим. 1740. царским декретом дозвољено је проширити првобитну тврђаву према југу. Тиме су се границе Русије помериле 558 јужније од сибирског града Омск. Тврђава је имала облик шестоугла са бастионима и распростриала се на 2 хектара. Због лоших временских услова (хлад) и лоше логистике крајем године је остало свега 90 војника. Изградња се одложила на почетак пролећа 1753. До 1772. до тврђаве се већ налазила два насеља. Са порастом популације тврђава је постала економски центар Приишимја (шира околина реке Ишим), несеље је било веза Русије са централном Азијом. 1807. утврђено насеље добија име Петропавловск, које се припоји тобољској губернији.

## Становништво
Према процени, у граду је 2010. живело 195109 становника.
| 1979.    | 1989.    | 1999.    | 2010.    |
| -------- | -------- | -------- | -------- |
| 206.559. | 239.606. | 216.300. | 195.109. |

- Руси — 129.301 (66,2%)
- Казаси — 41.800 (22%)
- Татари — 7.320 (3,75%)
- Украјинци — 5.785 (2,97%)
- Немци — 3.111 (1,59%)
- Белоруси — 1.283 (0,66%)
- Пољаци — 900 (0,46%)
- Јермени — 737
- Таџици — 629
- Азери — 624
- Узбеци — 600
- остали — 3.019